# Herbert Douglas Austin
Herbert Douglas Austin  (* 24. Juli 1876 in Erie (Pennsylvania); † 17. November 1960 in Los Angeles) war ein US-amerikanischer Romanist und Italianist.

## Leben und Werk
Austin studierte an der Princeton University sowie in Florenz und Paris. Er promovierte 1911 an der Johns Hopkins University mit der Arbeit Accredited citations in Ristoro d’Arezzo’s Composizione del mondo. A study of sources (Turin 1913). Von 1911 bis 1920 war er Instructor und Assistant Professor in Romance Languages an der University of Michigan in Ann Arbor. Dann ging er an die University of Southern California in Los Angeles und war dort bis zur Emeritierung 1945 Professor. Er lehrte Latein, Vulgärlatein, Altfranzösisch, Neufranzösisch und Italienisch.

Austin war von 1928 bis 1934 Herausgeber der Zeitschrift Italica. Er war 1933 Präsident der "Philological Association of the Pacific Coast" und 1934 Präsident der "American Association of Teachers of Italian".

## Weitere Werke
- A French grammar for students and teachers, Dubuque, Iowa 1949